# Аксентьевская (Кадуйский район)
Аксе́нтьевская — деревня в Кадуйском районе Вологодской области России.
Входит в состав сельского поселения Семизерье (до 2015 года входила в Барановское сельское поселение), с точки зрения административно-территориального деления — в Барановский сельсовет.
Расстояние по автодороге до районного центра Кадуя — 73 км, до центра сельсовета деревни Барановская — 3 км. Ближайшие населённые пункты — Крюково, Преображенская, Хламово.
По переписи 2002 года население — 11 человек.